# Jacques Vergnes
Jacques Vergnes (Magalas, Francia; 21 de julio de 1948 – 28 de junio de 2025) fue un futbolista francés que jugó en la posición de delantero centro.

## Carrera

### Club
| Periodo   | Club            | Apariciones | Goles |
| --------- | --------------- | ----------- | ----- |
| 1966-1968 | SO Montpellier  | 34          | 8     |
| 1968-1970 | Red Star FC     | 45          | 12    |
| 1970-1974 | Nîmes Olympique | 132         | 79    |
| 1974-1975 | SÉC Bastia      | 60          | 32    |
| 1975-1976 | Stade de Reims  | 31          | 13    |
| 1976-1977 | Stade Lavallois | 37          | 19    |
| 1977-1978 | RC Strasbourg   | 39          | 12    |
| 1978-1979 | Bordeaux        | 22          | 8     |
| 1979-1982 | Montpellier PSC | 84          | 44    |

### Selección nacional
Jugó para Francia en una ocasión el 8 de septiembre de 1971 donde anotó un gol ante Noruega.

## Logros

### Club
- Ligue 1 (1): 1979

### Individual
- Goleador de la Ligue 2 en 1980 (19 goles).
- Posición 73 de los mejores jugadores de la historia de la Ligue 1.[3]